# یوسف نوری
یوسف نوری (زادهٔ ۱۳۴۰ در ایلام) سیاستمدار ایرانی است که در دولت سیزدهم در فاصله سال‌های ۱۴۰۰ تا ۱۴۰۲ سمت وزیر آموزش و پرورش را برعهده داشت. او همچنین رئیس هیئت امنای سازمان دانش‌آموزی بود. نوری در ۱۴ فروردین ۱۴۰۲ در پی مسائل و مشکلات فرهنگیان با فشار وارده به وی از سمت خود استعفا داد.
نوری رئیس مرکز آمار و فناوری اطلاعات و ارتباطات وزارت آموزش و پرورش بوده است. همچنین از سوابق اقتصادی او می‌توان به عضویت در پتروشیمی جهرم و شرکت مهد امید آرین اشاره کرد.

## وزارت آموزش و پرورش
در ۲۶ آبان ۱۴۰۰، سید ابراهیم رئیسی نام وی را به‌عنوان وزیر آموزش و پرورش پیشنهادی در دولت سیزدهم برای کسب رأی نمایندگان به مجلس شورای اسلامی معرفی کرد. نوری توانست در جلسه ۷ آذر ۱۴۰۰ مجلس شورای اسلامی، رأی اعتماد نمایندگان را برای تصدی این سمت جلب کند.

## تحصیلات
وی دارای دکترای تخصصی مدیریت گردشگری (دانشگاه علامه طباطبایی ورودی ۱۳۹۳ فارغ‌التحصیل ۱۳۹۹)، کارشناسی ارشد مدیریت دولتی (ورودی ۱۳۷۵)، کارشناسی برنامه‌ریزی (ورودی ۱۳۶۷) و فوق دیپلم پرورشی (تربیت معلم ورودی ۱۳۶۴) است.

## حواشی

### بیهوش شدن
یوسف نوری در ۱۰ مرداد ۱۴۰۱ در مراسم تشییع جنازه عادل آذر به دلیل گرمای شدید هوا در حین سخنرانی در مراسم خاکسپاری از هوش رفت که سوژه رسانه‌ها شد.

### انتصاب مدیرکل آموزش و پرورش فارس
نوری با منصوب کردن برادر محمدجواد عسکری نماینده مجلس داراب به عنوان مدیرکل آموزش و پرورش فارس مورد انتقاد برخی قرار گرفت. مدتی قبل از این انتصاب محمدجواد عسکری در جلسه رأی اعتماد مجلس به نوری لپ یوسف نوری را کشیده بود که سوژه رسانه‌ها شد.

## سوابق
نوری از ۱۹ تیرماه سال ۱۳۹۲ تا تیرماه سال ۱۳۹۴ نایب رئیس هیئت مدیره شرکت ترنم بهار آفرین بوده؛ شرکتی که در تهیه و تأمین تجهیزات مراکز درمانی و بیمارستان‌ها فعال است.
بعد از آن یوسف نوری در سال ۹۴ رئیس هیئت مدیره شرکت عصر پویشگران همتا می‌شود؛ این شرکت هم در حوزه واردات کار می‌کند، اما جالب اینکه با حوزه فعالیت قبلی نوری متفاوت است. این شرکت طراحی و پیاده‌سازی سیستم‌های مرتبط در حوزه برنامه‌ریزی استراتژیک، ارزیابی عملکرد و هوش تجاری در سازمان‌ها را انجام می‌دهد. سال ۹۷ یوسف نوری وارد شرکت پتروشیمی جهرم می‌شود؛ یعنی در عرض کمتر از یک دهه از مدیریت شرکت واردات تجهیزات پزشکی به شرکت طراحی هوش تجاری برای سازمان‌ها و ارگان‌ها می‌رود و بعد از آن هم وارد عرصه پتروشیمی می‌شود.
سال ۹۹ یوسف نوری به شرکت مهد امید آرین می‌رود و نایب رئیس شرکت می‌شود. این شرکت هم وارد کننده است، اما واردکننده محصولاتی متفاوت از سوابق قبلی یوسف نوری. در اساسنامه این شرکت موضوع کار تهیه و تأمین هر گونه کالا از داخل یا خارج از کشور اعم از ماشین آلات، تجهیزات و مصالح ثبت شده است. همین نکته هم باعث شده بدنه صنفی معلمان و فرهنگیان نسبت به آینده وزارت آموزش و پرورش با چنین وزیری نگران باشند.
محمد حبیبی از فعالان صنفی معلمان: «یوسف نوری وزیر پیشنهادی دولت برای وزارت آموزش و پرورش بیشتر از آنکه یک مدیر فرهنگی باشد یک بیزینس من است. شرکت مهد امید آرین که یوسف نوری نایب رئیس آن بوده، سرمایه‌گذار اصلی احداث پتروشیمی جهرم است. پتروشیمی جهرم به گفته فرماندار جهرم بعد از ده سال و هزینه میلیاردی از بیت المال همچنان به صورت یک زمین خالی است. یوسف نوری که همزمان نایب رئیس شرکت سرمایه‌گذار و شرکت در حال احداث بوده است سال ۹۸ نماینده قرارگاه خاتم الانبیا در دولت و مجلس می‌شود. این در حالی است که همچنان در سمت‌های قبلی هم حضور داشته است.» به گفته این فعال صنفی معلمان بررسی کارنامه نوری در حوزه اقتصاد گویای یک تعارض منافع و عملکرد غیرقانونی در حوزه کاری ایشان است.

### سوابق تدریس
تدریس در دانشگاه علامه طباطبایی (دانشکده مدیریت و حسابداری)، دانشگاه پیام نور تهران، دانشگاه علمی کاربردی تهران، دانشگاه آزاد اسلامی (واحد ایلام)، مراکز تربیت معلم، ضمن خدمت فرهنگیان، دبیر دانشسرای تربیت معلم، مدارس متوسطه، راهنمایی و ابتدایی

### سوابق اجرایی
- معاون پرورشی آموزش و پرورش شهرستان ایلام (۱۳۷۴–۱۳۷۰)
- معاون پشتیبانی اداره کل آموزش و پرورش استان ایلام (۱۳۷۷–۱۳۷۴)
- مدیر هسته گزینش آموزش و پرورش استان ایلام (۱۳۷۸–۱۳۷۶)
- مسئول پرورشی مدارس جمهوری اسلامی ایران در کشورهای قطر و بحرین (۱۳۸۰–۱۳۷۸)
- مدیرکل سازمان آموزش و پرورش استان ایلام (۱۳۸۵–۱۳۸۴)
- معاون پشتیبانی و توسعه مدیریت آموزش و پرورش تهران (۱۳۸۷–۱۳۸۶)
- مدیرکل برنامه و بودجه وزارت آموزش و پرورش (۱۳۸۹–۱۳۸۸)
- رئیس مرکز آمار و فناوری اطلاعات و ارتباطات وزارت آموزش و پرورش (۱۳۹۲–۱۳۸۹)[۱۲]
- عضو هیئت امناء صندوق ذخیره فرهنگیان کشور (۱۳۹۲–۱۳۸۸)
- معاون اجرایی معاون توسعه مدیریت دانشگاه علوم پزشکی و خدمات درمانی شهید بهشتی (۱۳۹۹–۱۳۹۷)[۱۳]
- مدیر سازمان‌های مردم نهاد و خیرین سلامت دانشگاه علوم پزشکی و خدمات بهداشتی درمانی شهید بهشتی (۱۳۹۹–۱۴۰۰)